# Бжезова (Мисленицький повіт)
Бжезова (пол. Brzezowa) — село в Польщі, у гміні Добчиці Мисленицького повіту Малопольського воєводства.
Населення — 542 особи (2011).
У 1975-1998 роках село належало до Краківського воєводства.

## Демографія
Демографічна структура станом на 31 березня 2011 року:
|          | Загалом | Допрацездатний вік | Працездатний вік | Постпрацездатний вік |
| -------- | ------- | ------------------ | ---------------- | -------------------- |
| Чоловіки | 274     | 58                 | 183              | 33                   |
| Жінки    | 268     | 65                 | 152              | 51                   |
| Разом    | 542     | 123                | 335              | 84                   |